# Aiquara
Aiquara is een gemeente in de Braziliaanse deelstaat Bahia. De gemeente telt 5.361 inwoners (schatting 2009).

## Geboren
- Jerônimo Rodrigues (1965), gouverneur van Bahia